# جيمس بيرس
جيمس بيرس (بالإنجليزية: James Pearce)‏ هو سياسي أسترالي وبريطاني (وحمل سابقاً جنسية المملكة المتحدة لبريطانيا العظمى وأيرلندا)، ولد في 6 يناير 1826، وتوفي في 5 نوفمبر 1904. انتخب عضو مجلس النواب جنوب أستراليا من الجمعية عن دائرة Electoral district of Wooroora ‏ وقد انضم خلال فترته النيابية (11 فبراير 1875 – 27 يوليو 1875) للكتلة البرلمانية مستقل وانتخب عضو مجلس النواب جنوب أستراليا من الجمعية عن دائرة Electoral district of Light ‏ وقد انضم خلال فترته النيابية (5 أبريل 1870 – 10 فبراير 1875) للكتلة البرلمانية مستقل وانتخب عضو مجلس جنوب أستراليا التشريعي وقد انضم خلال فترته النيابية ‏ (5 أبريل 1877 – 7 مايو 1885) للكتلة البرلمانية مستقل.